# والرفانگن
والرفانگن (به آلمانی: Wallerfangen) یک شهر در آلمان است که در زارلاند واقع شده‌است. والرفانگن در ۲۵ کیلومتری شمال غرب زاربروکه و بر روی مرز آلمان و فرانسه واقع است.

## خصوصیات
والرفانگن ۴۲٫۱۷ کیلومترمربع مساحت دارد ۱۸۲ متر بالاتر از سطح دریا واقع شده‌است.

## خواهرخوانده
شهر Saint-Vallier خواهرخواندهٔ والرفانگن هست.

## گالری

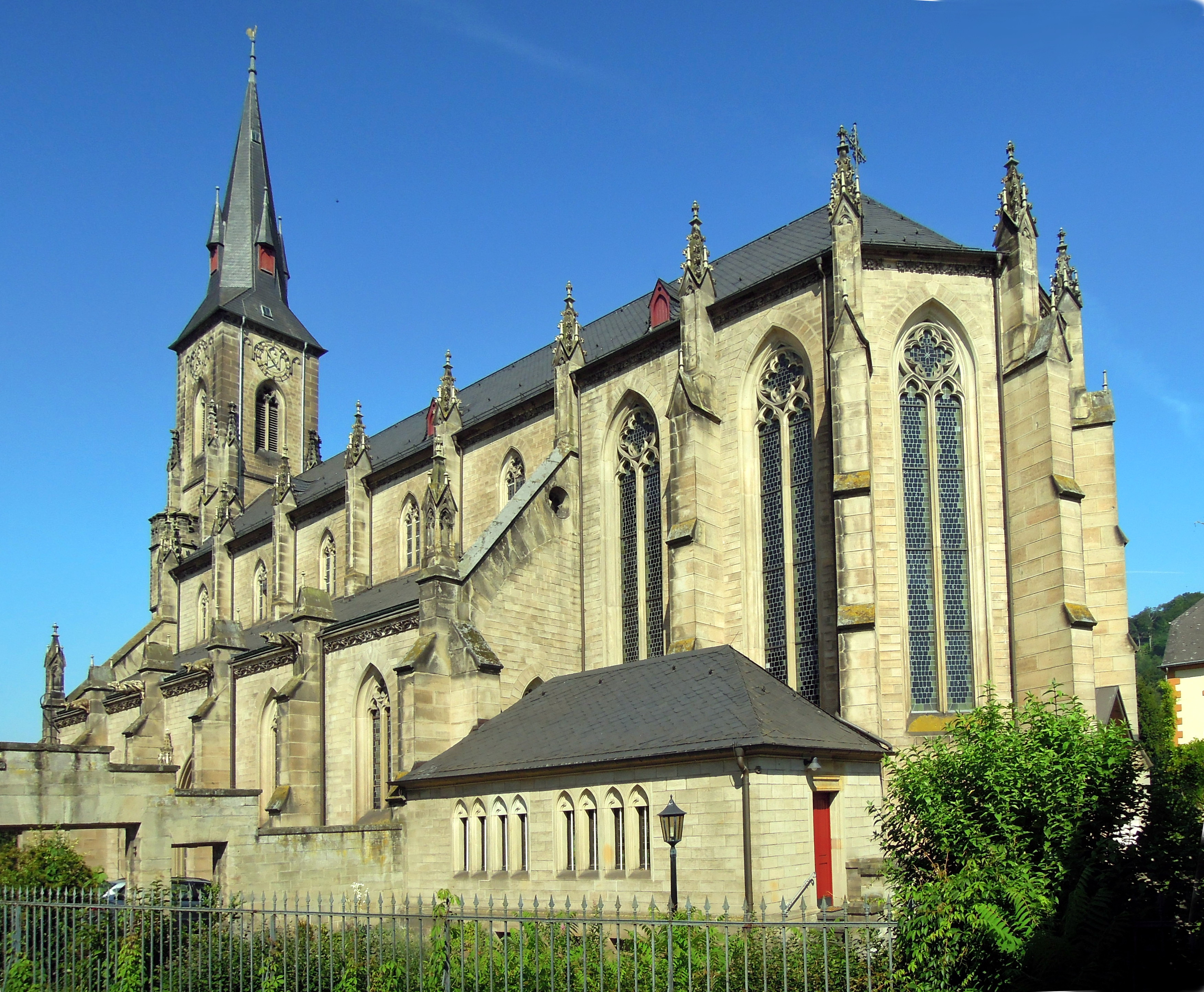
کلیسای والرفانگن
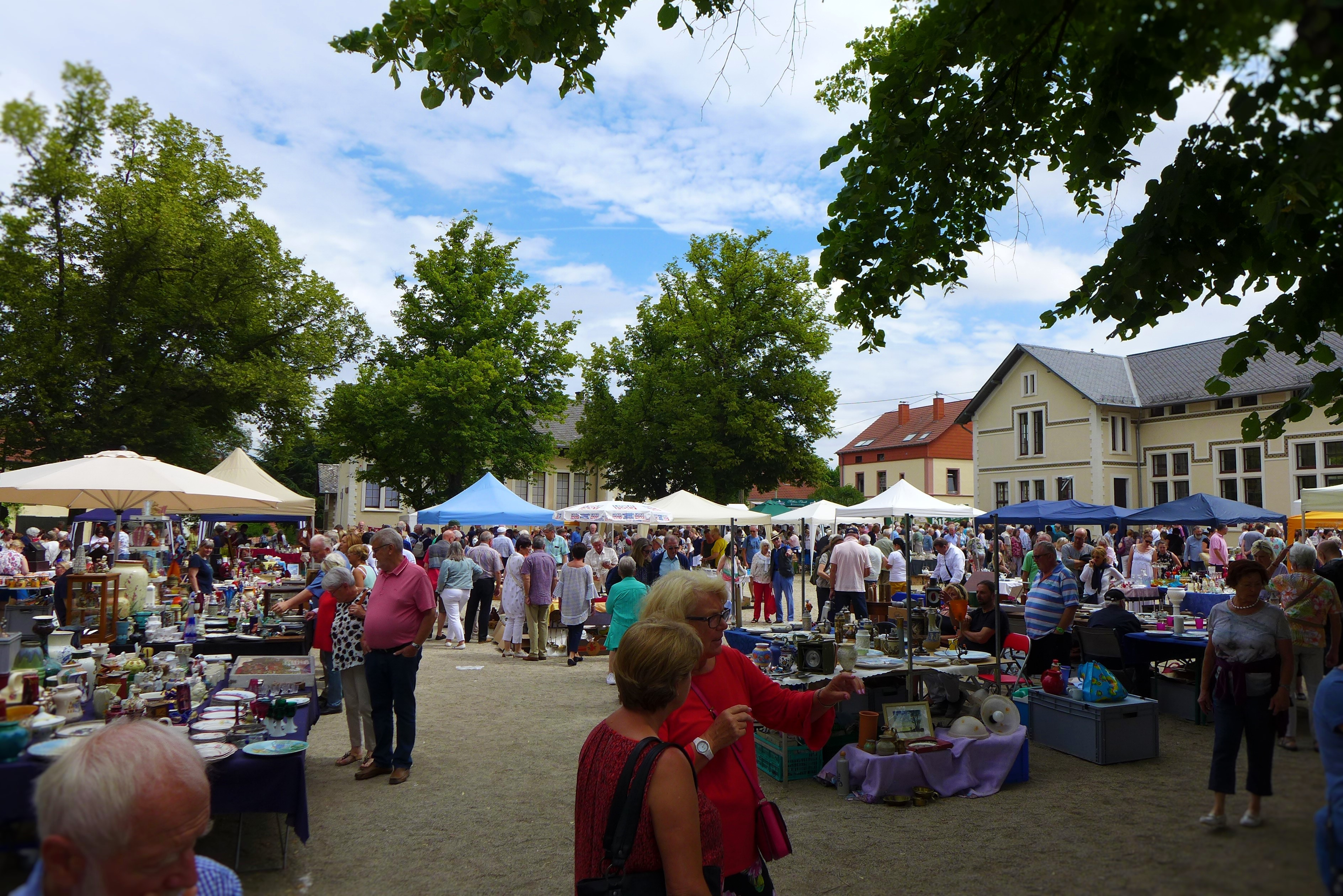
بازار سرامیک و سفال والرفانگن
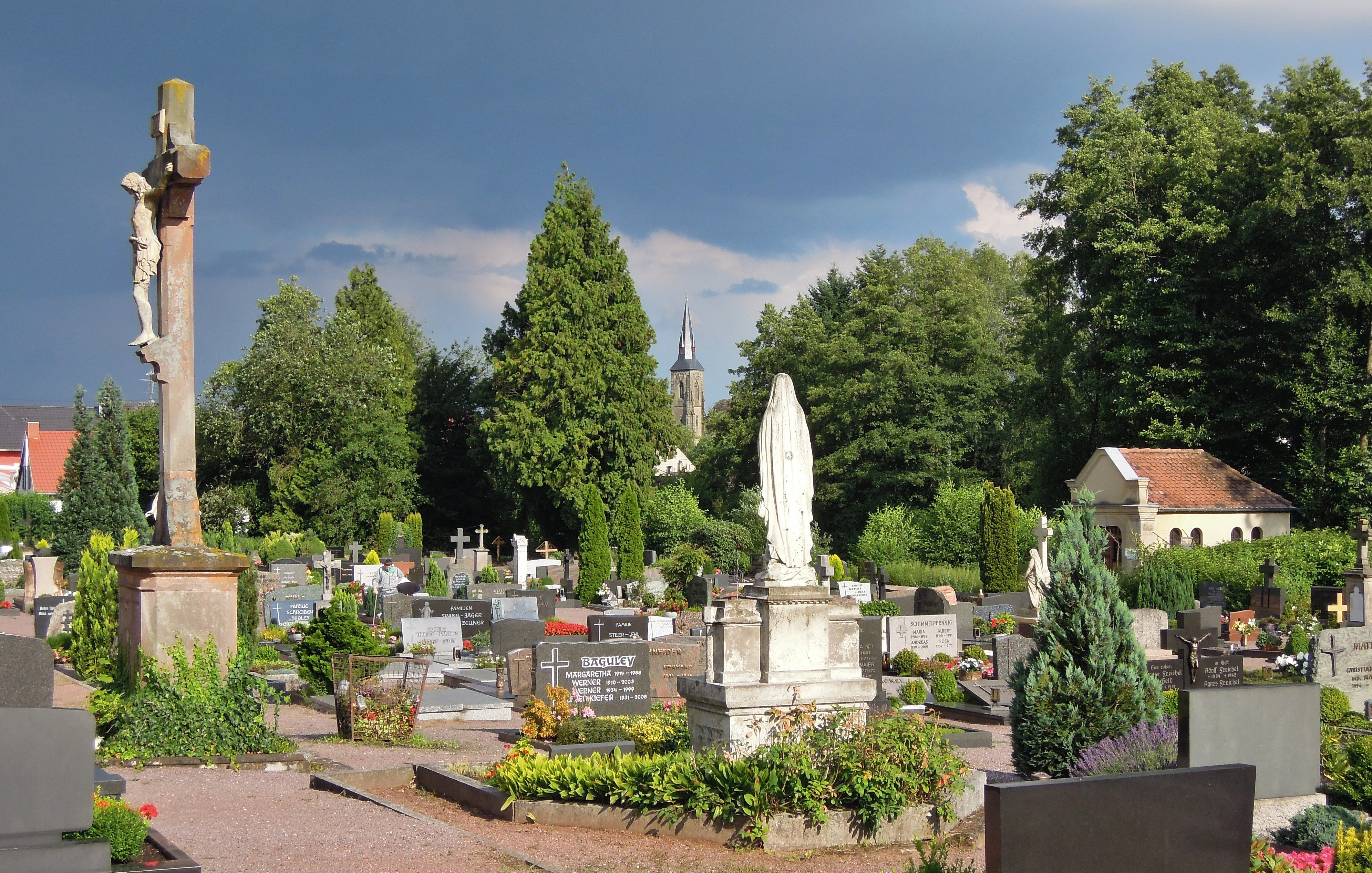
قبرستان والرفانگن
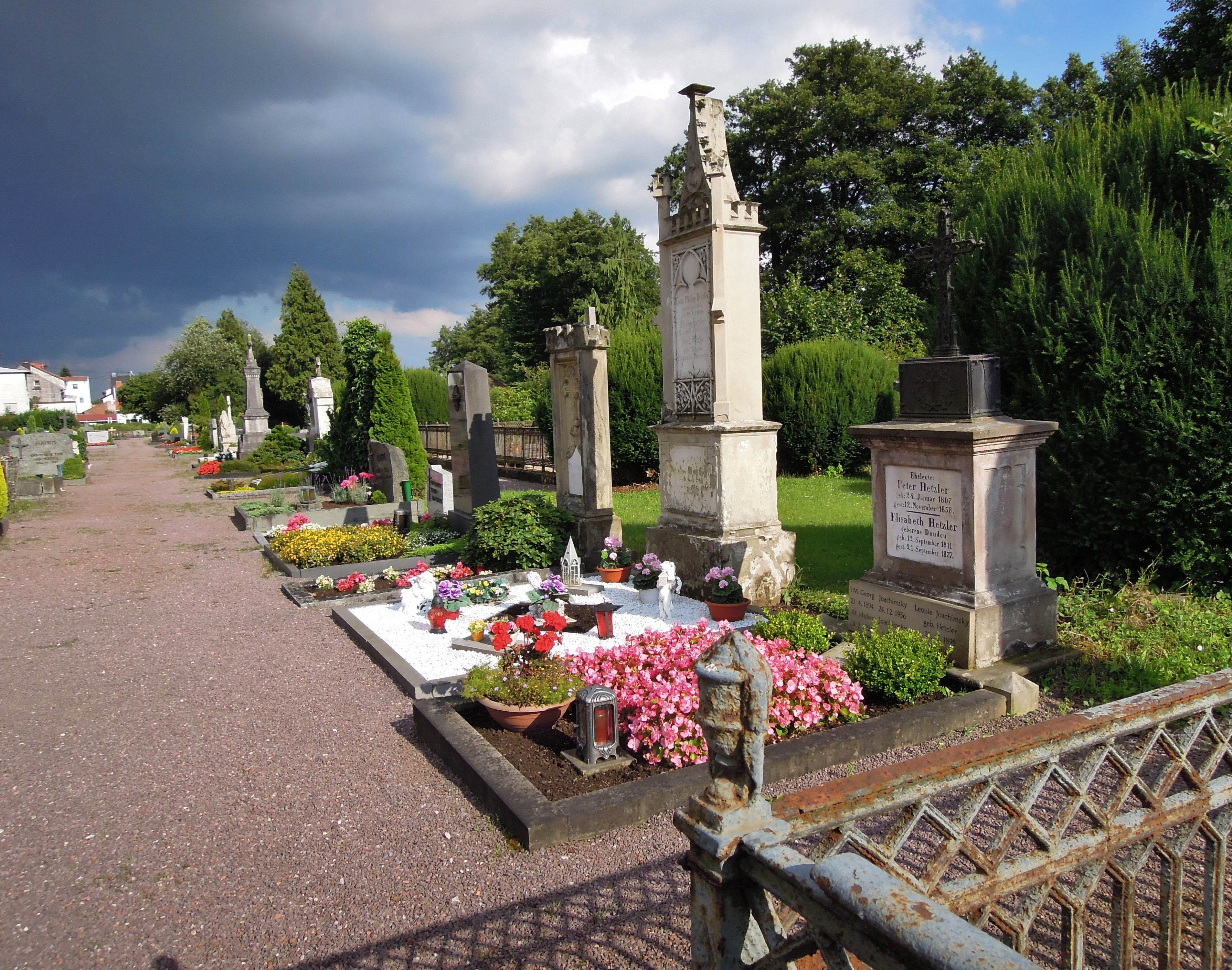
قبرستان والرفانگن
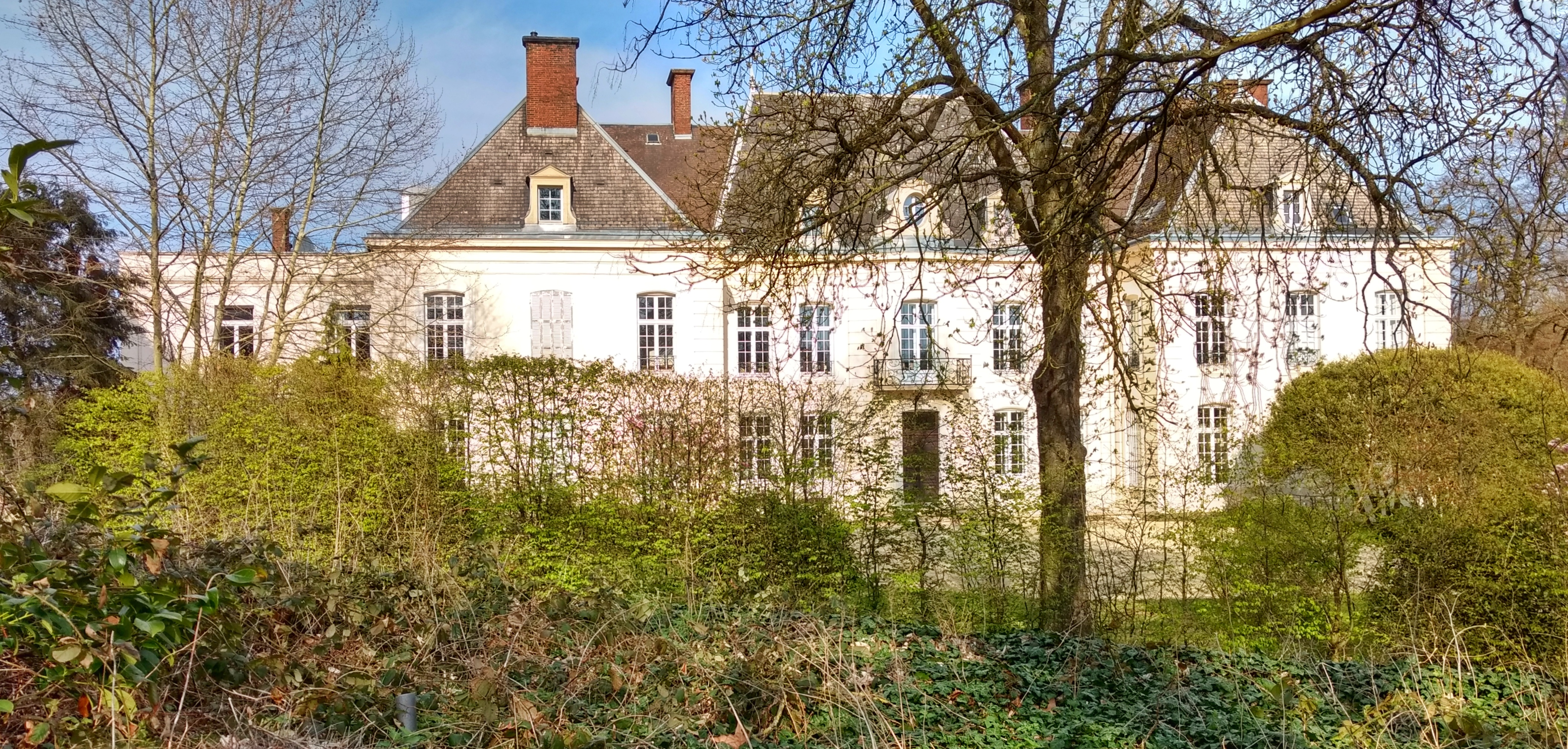
قصر بوخ در والرفانگن